# 印度科學史
印度的科學史始于印度河流域文明的史前人类活动，印度河流域文明早期的印度各州和帝国的史前人类活动。

## 史前时期

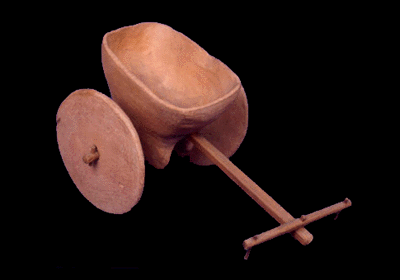
手推轮车，印度河流域文明（公元前3300-1300年）。收藏于新德里国立博物馆。

到了公元前5500年，出现了一些类似于梅赫尔格尔（巴基斯坦）的遗址，形成了后来的铜石并用时代文化基础。 这些遗址的居民与近东和中亚保持贸易关系。
灌溉在公元前4500年左右在印度河流域文明中发展起来。由于这一创新，印度河流域文明的规模和繁荣度不断增长，最终导致更多计划的定居点利用排水和下水道。印度河流域文明开发了更复杂的灌溉和储水系统，包括公元前3000年在吉尔纳尔山的人工水库，以及公元前2600年的早期运河灌溉系统。 公元前5-4千年时，该地区开始种植棉花。甘蔗最初来自热带南亚和东南亚。不同的物种可能起源于不同的地方，竹蔗起源于印度，佛手瓜和甘蔗来自新几内亚。 
印度河流域的居民发展了一套标准化系统，使用砝码和度量衡，这一点从印度河流域遗址的发掘中可以看出。这种技术标准化使测量设备能够有效地用于角度测量和建筑的测量。已知印度最早的船坞之一是在洛塔（公元前2400年），位于远离主要水流的地方，以避免淤泥的沉积。 现代海洋学家认为，哈拉帕人必须拥有与潮汐有关的知识，才能在萨巴尔马蒂不断变化的河道上建造这样一个码头，以及堪称典范的水文和海事工程。

在巴基斯坦的巴拉科特（科特·巴拉）（约公元前2500-1900年）的发掘中，发现了早期有冶金炉的证据。这些炉子很可能是用来制造陶瓷物品的。在巴拉科特还发掘了可追溯到该文明成熟阶段（约公元前2500-1900年）的炉。卡利班甘考古遗址进一步产生了锅状壁炉的证据，在一个遗址中既发现了地面上的，也发现了地下的。在卡利班甘遗址还发现了带火的窑炉和窑洞室。

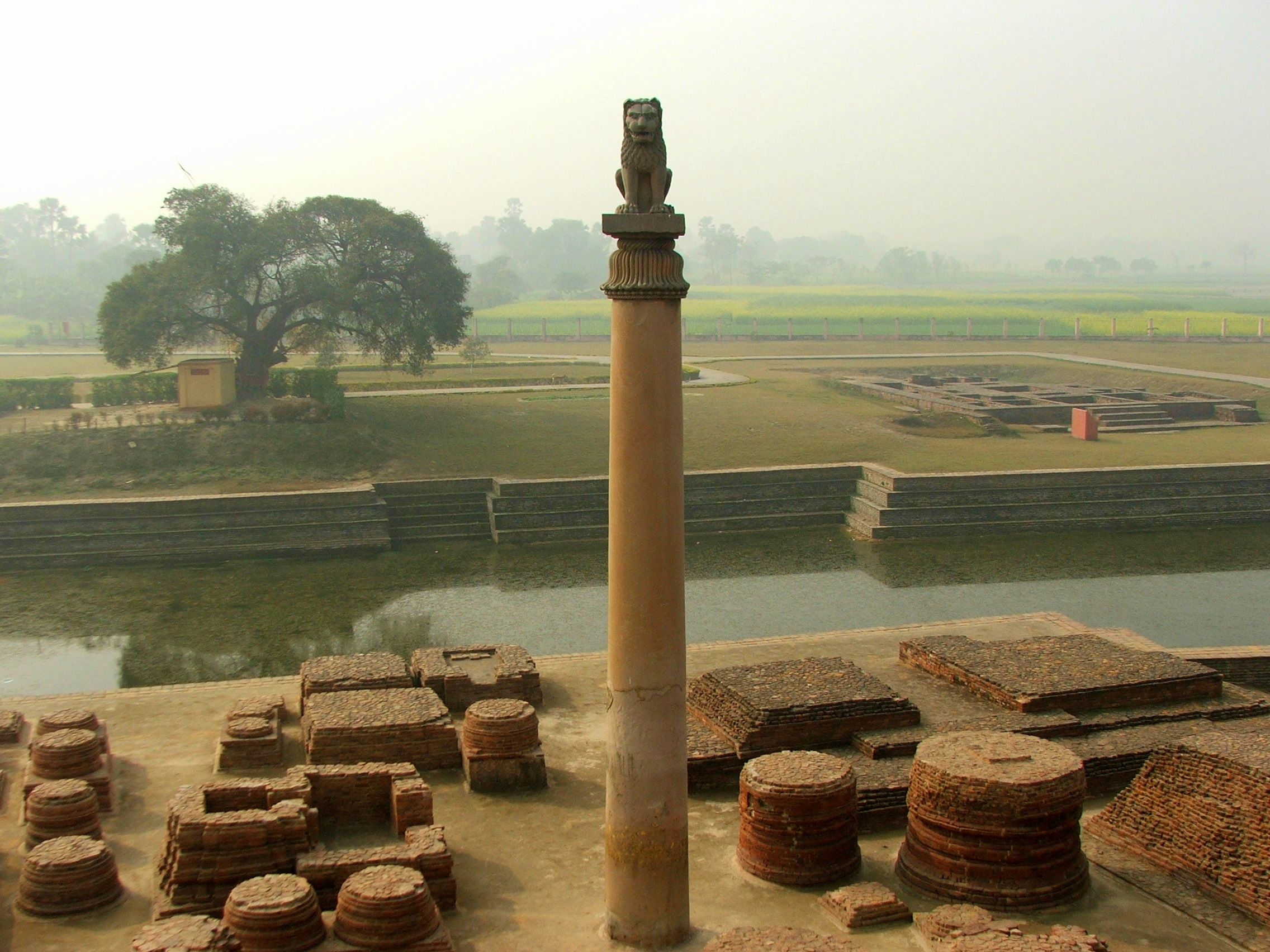
位于毘舍离的阿育王石柱景观。阿育王的诏书（公元前272-231年）中的一条写道。“阿育王，在每个地方都建立了两种医院，人的医院和动物的医院。在没有治疗人和动物的草药的地方，他命令购买并在此处种植这些草药”。

基于考古和文本证据，约瑟夫-E-施瓦茨伯格（2008年）明尼苏达大学中的地理学专业荣誉教授提出印度制图的起源追溯到印度河谷文明（约公元前2500-1900年）。 自吠陀时代（公元前2-1千年）以来，南亚就开始有规律地使用大型建筑计划、宇宙学图画和制图材料。气候条件导致大多数证据被销毁，然而，一些挖掘出的测量仪器和测量棒已经产生了早期制图活动的令人信服的证据。 施瓦茨贝格说：“关于现存地图的问题，进一步认为。虽然数量不多，但在数以千计的石器时代印度洞穴壁画中出现了一些类似地图的涂鸦；至少有一个复杂的中石器时代的图被认为是对宇宙的表述。”
动物拉动的犁的考古证据可追溯到公元前2500年的印度河流域文明。从哈拉帕遗址发现的最早的铜制剑可以追溯到公元前2300年。 在整个印度恒河的贾穆纳多布地区的考古发现中，都发现了剑，由青铜制成，但更常见的是铜制成。